# Robert Anker
Rengert Robert Anker (Oostwoud, 27 april 1946 – Amsterdam, 20 januari 2017) was een Nederlands schrijver, dichter en literatuurcriticus.

## Levensloop
Anker debuteerde in 1979 als dichter met Waar ik nog ben. Voor 1979 verschenen gedichten van hem in verschillende tijdschriften, zoals De Revisor. Het debuut was nog een traditionele dichtbundel, geïnspireerd door Ankers jeugd in het Westfriese Oostwoud. Was die bundel nog naar binnen gericht, al gauw kwam de nadruk te liggen op de buitenwereld, zoals in Van het balkon (1983), en op maatschappelijke problemen, zoals in De broekbewapperde mens (2002). Van de natuur verschoof het perspectief naar het stadsleven.
In de periode van zijn studie in Amsterdam, waar Anker sindsdien woonde en werkte, schreef hij toneelteksten en gedichten, later ook romans, verhalen, essays over literatuur en kunst, en jeugdliteratuur. Zijn werk is bekroond met de Libris Literatuur Prijs, de F. Bordewijk-prijs (beide proza), de Jan Campert-prijs en de Herman Gorterprijs (beide poëzie). Anker was redacteur van Tirade en doceerde Nederlands. Later was hij literatuurcriticus bij Het Parool en fulltime schrijver.
Anker overleed op 20 januari 2017 op 70-jarige leeftijd. Op zijn sterfdag kwam zijn laatste boek, de roman In de wereld, uit.

### Poëzie
- Waar ik nog ben (1979)
- Van het balkon (1983) – Jan Campert-prijs
- Nieuwe veters (1987) – Herman Gorterprijs
- Goede manieren (1989)
- In het vertrek (1996)
- De broekbewapperde mens (2002)
- Heimwee naar (2006)
- Nieuwe veters. Verzamelde gedichten 1979-2006 (2008)
- Gemraad Slasser d.d.t. (2009)
- Onvergetelijke toegewijde trouweloze tijd (2015)

### Proza
- Olifant achter blok (1988)
- De thuiskomst van kapitein Rob (1992) – F. Bordewijk-prijs
- Volledig ontstemde piano (1994)
- Vrouwenzand (1998)
- Een soort Engeland (2001) – Libris Literatuur Prijs
- Hajar en Daan (2004)
- Alpenrood (2007)
- Nieuw-Lelievelt (2007)
- Fortuyn en liefde (2009)
- Oorlogshond (2011)
- lieve Anne (2014)
- Schuim (2014)
- De Vergever (2016)
- In de wereld (2017)

### Overige werken
- Vergeten licht (essays, 1993)
- Een Soort Engeland (drama, 2004)
- Innerlijke vaart. Zomerdagboek (autobiografie, 2005)
- Negen levens. Een dorp als zelfportret (autobiografie, 2005)